# ピーチ・メルバ

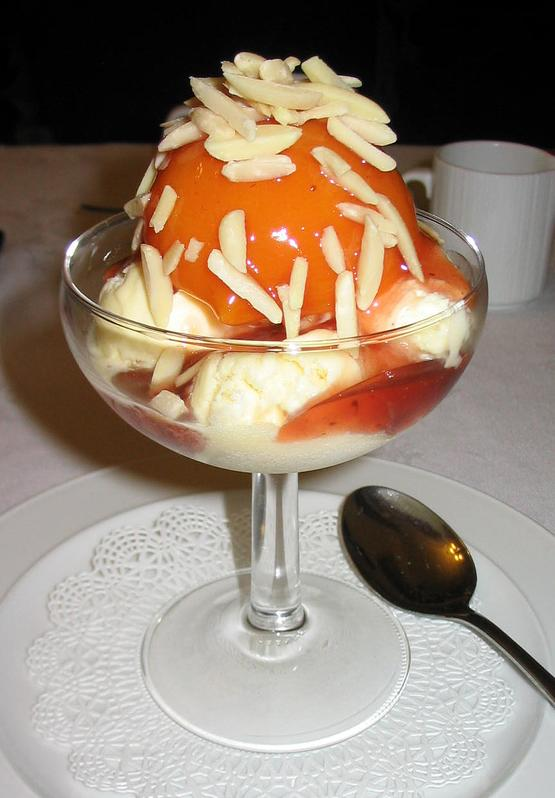
ピーチ・メルバ

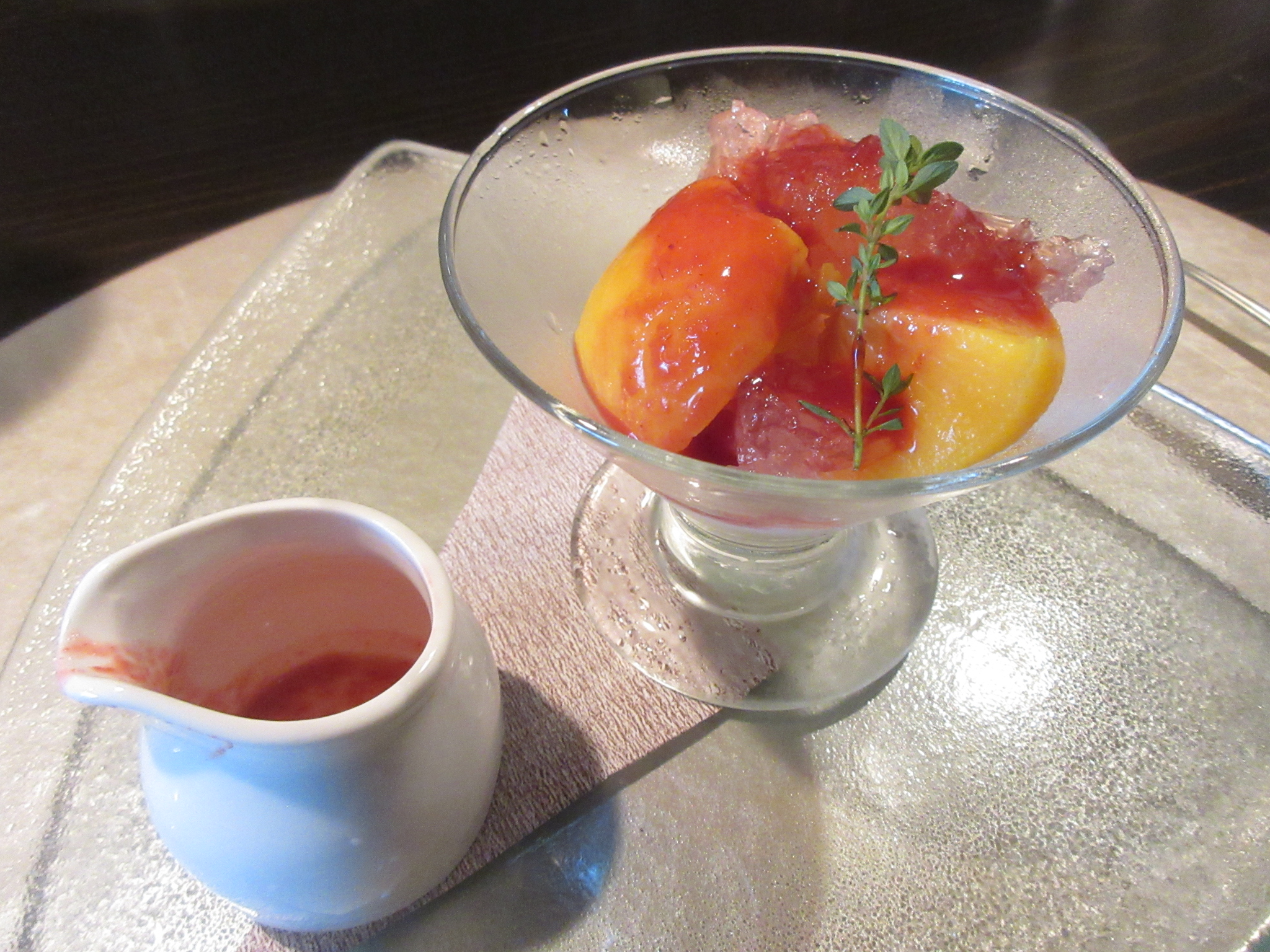
ピーチ・メルバ

ピーチ・メルバ（英: Peach Melba）とは、1892年か1893年か1894年に、ロンドンのサヴォイ・ホテルの料理長だったオーギュスト・エスコフィエによって考案されたデザート。フランス語で言うとペーシュ・メルバ（Pêche Melba）。
バニラ・アイスクリームの下地にバニラ・シロップ漬けの桃を乗せ、ラズベリー・ソース（すり潰した木苺）、アーモンドのスライスを掛けたデザート。

## 概要
オーストラリアの歌手ネリー・メルバが、ロンドンのコヴェント・ガーデンで、オペラ「ローエングリン」を演じた時に、ホテルの料理長をしていたエスコフィエを、公演に招待した。その返礼としてエスコフィエはメルバに、ローエングリンにちなんだ趣向を凝らした特別製のデザートを供した。このデザートをメルバが気に入り名前を尋ねたところ、エスコフィエが「ピーチ・メルバと呼ばせて頂ければ光栄です」と答えたとされることが名前の由来とされている。
ピーチ・メルバには上記のようなアレンジされたレシピが多数存在するが、エスコフィエはピーチ・メルバは桃を使った繊細なデザートであり、完熟した桃とバニラ・アイスクリーム、砂糖入りの木苺のピュレだけから作られるものだとしている。

## 余談
古内東子の楽曲「Peach Melba」は、デザートを指すものではなく架空の香水の名称であるが、ジル・スチュアートのリップグロスには「peach melba」という名称の商品がある。